# 미셸 베르톨리니
미셸 마리에 베르톨리니 아라케(스페인어: Michelle Marie Bertolini Araque, 1994년 6월 15일 ~ )는 베네수엘라의 테니스 선수이자 모델이다. 이탈리아 혈통을 갖고 있다.
2013년 미스 베네수엘라에서 과리코 주 대표로 참가하여 2위를 차지했으며 미스 베네수엘라 인터내셔널, 미스 포토제닉, 가장 아름다운 얼굴상을 수상했다. 2014년 미스 인터내셔널에서는 베네수엘라 대표로 참가했지만 순위권에 들지 못했다.
한때는 테니스 선수로 활동하기도 했지만 무릎 부상으로 인해 은퇴했다. 2016년에는 대한민국의 텔레비전 프로그램인 tvN의 《바벨 250》에 출연했다.